# Eric Blomgren
Eric Anton Blomgren (* 16. März 1893 in Kungsholmen; † 3. Februar 1971 in Danderyd) war ein schwedischer Eisschnellläufer.
Blomgren, der für den Södermalms IK startete, wurde von 1917 bis 1924 achtmal in Folge schwedischer Meister im Mehrkampf und belegte bei der Mehrkampf-Weltmeisterschaft 1922 in Oslo und der Mehrkampf-Weltmeisterschaft 1923 in Stockholm jeweils den achten Platz. In der Saison 1923/24 lief er bei der Mehrkampf-Europameisterschaft 1924 in Oslo auf den 11. Platz und bei den Olympischen Winterspielen 1924 in Chamonix auf den 12. Platz über 5000 m und auf den 11. Rang über 500 m. Bei der schwedischen Meisterschaft 1926 errang er den zweiten Platz im Mehrkampf. Im Winter 1926/27 kam er bei der Mehrkampf-Weltmeisterschaft 1927 in Tampere auf den 15. Platz, bei der Mehrkampf-Europameisterschaft 1927 in Stockholm auf den 12. Rang und bei der schwedischen Meisterschaft erneut auf den zweiten Platz.

## Persönliche Bestleistungen
| Disziplin | Zeit        | Datum            | Ort       |
| --------- | ----------- | ---------------- | --------- |
| 500 m     | 45,9 s      | 18. Februar 1922 | Oslo      |
| 1000 m    | 1:37,0 min  | 16. Februar 1921 | Stockholm |
| 1500 m    | 2:27,9 min  | 18. Februar 1922 | Oslo      |
| 5000 m    | 8:49,6 min  | 18. Februar 1922 | Oslo      |
| 10000 m   | 18:01,8 min | 10. Februar 1921 | Stockholm |